# Dirk van Akerlaken

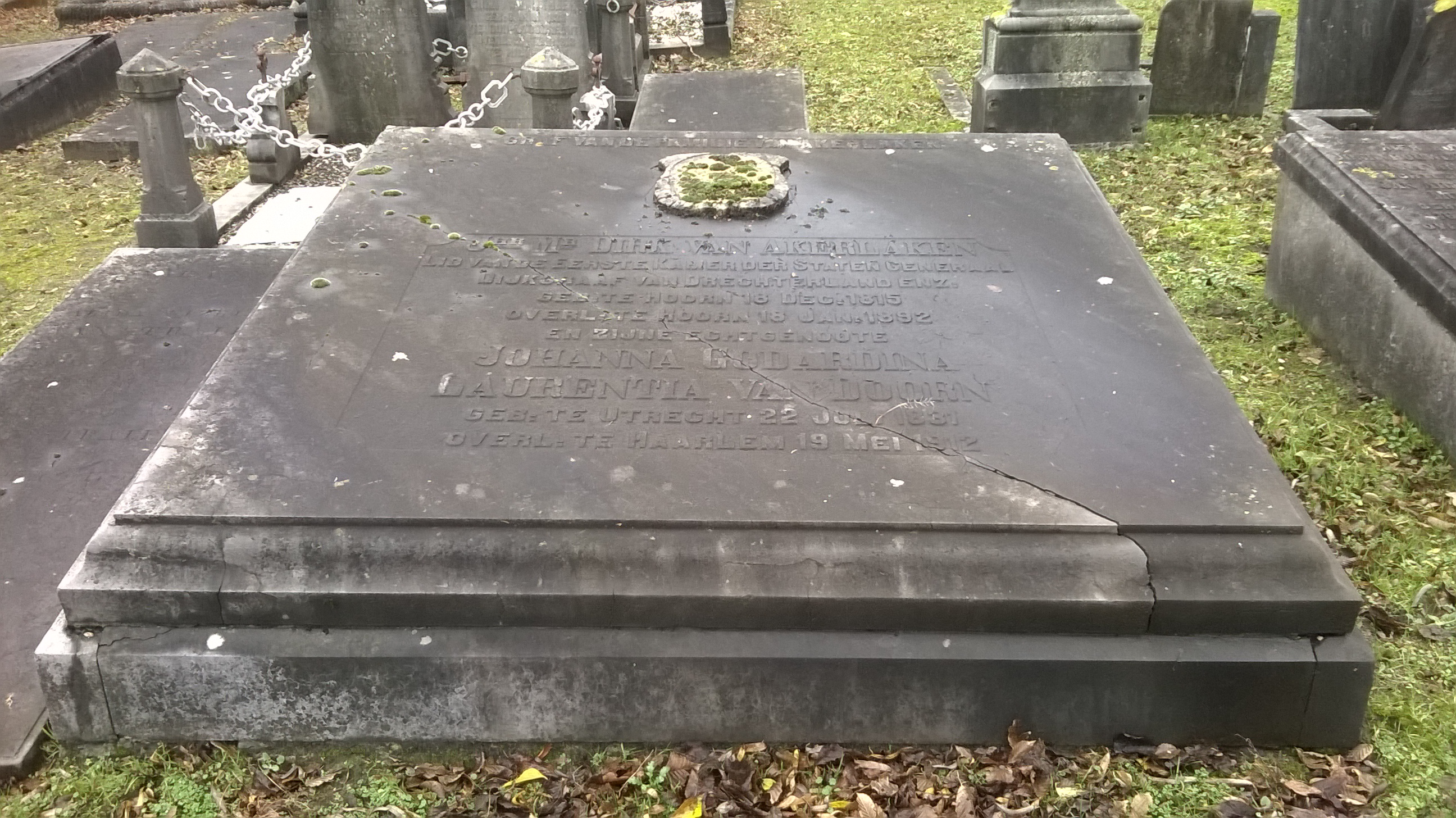
Graf van Van Akerlaken en zijn tweede vrouw op de Algemene begraafplaats Keern

Dirk van Akerlaken (Hoorn, 18 december 1815 – aldaar, 18 januari 1892) was een Nederlands jonkheer, advocaat, bestuurder en politicus voor de Liberalen.

## Levensloop
Van Akerlaken was een lid van de familie Van Akerlaken en een zoon van Pieter van Akerlaken en Maria van Stralen. Na het behalen van het gymnasium diploma studeerde hij Romeins en hedendaags recht aan de Hogeschool Leiden. Hij begon zijn carrière als advocaat. Daarna was hij lid van de Provinciale Staten van Noord-Holland. Hij vervolgde zijn loopbaan als gemeenteontvanger van Hoorn. Van 7 oktober 1850 tot 5 mei 1860 was hij lid van de Tweede Kamer der Staten-Generaal. Van 19 april 1860 tot 1 juni 1877 was hij president van de rechtbank Hoorn. Daarna was hij lid van de gemeenteraad van Hoorn. Na een periode van enkele jaren werd hij lid van de Eerste Kamer der Staten-Generaal.

## Persoonlijk
Dirk van Akerlaken huwde twee keer. Eerst trouwde hij met Christina Johanna de Vicq (1820-1860), lid van de familie De Vicq, en samen hadden ze negen kinderen. De tweede keer trouwde hij met jkvr. Johanna Godardina Laurentia van Doorn. Hij was een schoonzoon van Elisa Cornelis Unico van Doorn. Van Akerlaken en zijn tweede vrouw liggen op de Algemene begraafplaats Keern in Hoorn begraven.

## Ridderorde
- Ridder in de Orde van de Nederlandse Leeuw, 12 mei 1874

- Biografisch Portaal: 42647469
- Digitale Bibliotheek voor de Nederlandse Letteren: aker004
- International Standard Name Identifier: 0000 0003 9715 2723
- Nederlandse Thesaurus van Auteursnamen: 073290424
- Parlement.com: vg09lkx98twj
- Système universitaire de documentation: 112943527
- Virtual International Authority File: 292212898
- WorldCat: E39PBJdx48G4wHwmrYMx9KM773